# الکساندر ماسیکوف
الکساندر ماسیکوف (بلاروسی: Аляксандр Анатолевіч Масяйкоў؛ زادهٔ ۲۶ ژوئیهٔ ۱۹۷۱) قایقران کانو اهل شوروی-بلاروس بود.